# Tessalis
Els tessalis (en grec antic: Θεσσαλοί, 'Thessaloi') van ser els pobladors de la terra grega clàssica anomenada Tessàlia.
Eren una tribu dels tesprotis que van envair l'occident de la zona anomenada després Tessàlia sota la guia d'un suposat descendent d'Hèracles, i van reduir als habitants eolis a la condició de penestes (penestae). D'allí es van estendre a la resta del país i van sotmetre als perrebis, magnets, i aqueus de la Phthiotis i altres pobles menors a la seva autoritat i al pagament de tribut.
Els tessalis estaven dividits en tres classes; els penestes, condició similar als ilotes, els sotmesos, els països dels quals no s'havien ocupat i eren lliures pagant un tribut i no participaven en el govern, i els conqueridors, que tenien el monopoli del poder i les terres dels quals eren cultivades per penestes.
Durant un temps el país fou governat per reis Heràclides, que es creu que eren electius entre les grans famílies aristocràtiques tessàlies. Sota un d'aquestos reis, de la família dels aleuades, el país es va dividir en quatre districtes: Ftiòtida, Hestieòtida, Tessaliòtida, i Pelasgiòtida, que sembla que eren una mena de consells provincials. Quan era necessari s'elegia un cap suprem o tagos (llatí tagus). Aquesta divisió es va mantenir fins a la dominació romana.
Encara avui diu és el gentilici dels habitants de la regió administrativa grega de Tessàlia.
Els habitants de la regió de Tessàlia, i especialment les dones, eren famosos per les seves pràctiques de bruixeria. Es coneixen els noms d'algunes fetilleres, com ara Aglaonice o Filina, de la que es conserven diversos conjurs. Lucà, a La Farsàlia, dona el nom d'Ericto, Meroe i Mícale, i explica que eren endevines, a més de bruixes, i practicaven l'astrologia.